# Bistum Diphu
Das Bistum Diphu (lateinisch Dioecesis Diphuensis, englisch Diocese of Diphu) ist eine in Indien gelegene römisch-katholische Diözese mit Sitz in Diphu.

## Geschichte
Das Bistum Diphu wurde am 5. Dezember 1983 durch Papst Johannes Paul II. mit der Apostolischen Konstitution Ut per aptam aus Gebietsabtretungen des Erzbistums Shillong-Guwahati errichtet. Es ist dem Erzbistum Guwahati als Suffraganbistum unterstellt.

## Territorium
Das Bistum Diphu umfasst die Distrikte Karbi Anglong und North Cachar Hills im Bundesstaat Assam.

## Bischöfe von Diphu
- Mathai Kochuparampil SDB, 1983–1992
- John Thomas Kattrukudiyil, 1994–2005, dann Bischof von Itanagar
- John Moolachira, 2007–2011, dann Koadjutorerzbischof von Guwahati
- Paul Mattekatt, seit 2013